# Maria von Portugal (1521–1577)

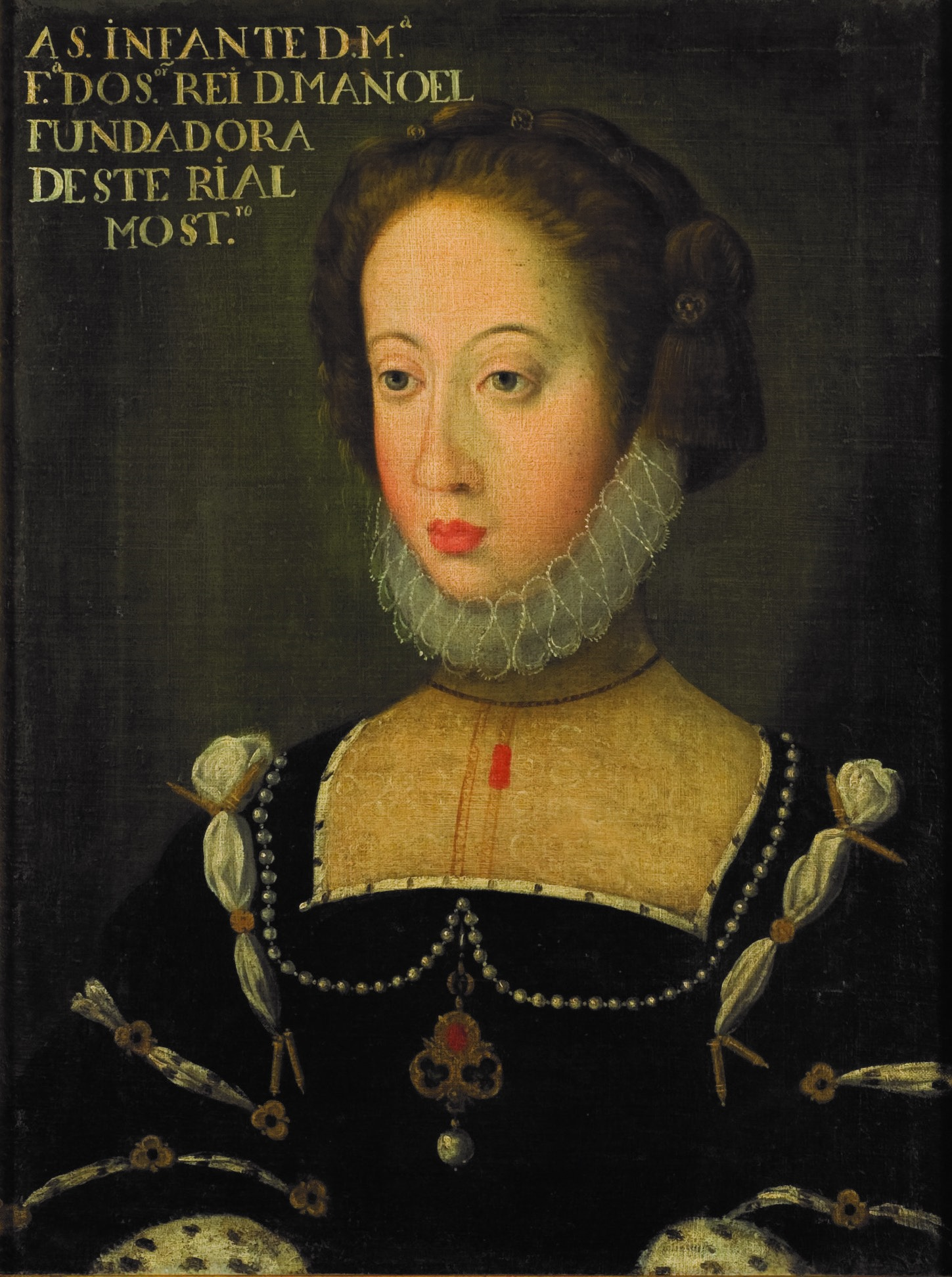
Maria von Portugal

Maria von Portugal (* 18. Juni 1521 in Lissabon; † 10. Oktober 1577 in Lissabon) war eine Infantin von Portugal. Sie heiratete nicht und hatte keinen Nachwuchs, gehörte zu den reichsten Frauen Europas und protegierte die Künste und Literatur.

## Leben
Maria war die einzige Tochter des portugiesischen Königs Manuel I. aus seiner dritten Ehe mit der Habsburgerin Eleonore von Kastilien. Sie verlor noch im Säuglingsalter ihren Vater († 13. Dezember 1521). Eleonore, die 1530 den französischen König Franz I. heiratete, musste ihre kleine Tochter Maria in Portugal zurücklassen. Diese wurde nun von Eleonores Schwester Katharina, seit 1525 Gattin des neuen portugiesischen Königs Johann III., aufgezogen.
Maria erhielt eine äußerst sorgfältige Ausbildung am Hof ihres Halbbruders Johann III. Sie erlernte u. a. Latein sowie das Spielen der Harfe und Orgel. Ferner war sie in der Lage, sich mit Gelehrten über Themen wie Mathematik und Philosophie zu unterhalten. Da sie zusätzlich zu den ihr übereigneten portugiesischen Besitztümern ihrer Mutter von ihrem königlichen Halbbruder mit weiteren Gütern ausgestattet wurde, war sie eine der vermögendsten Frauen Portugals und ganz Europas.
Als Marias Mutter als Königin in Frankreich lebte, versuchte sie ihre Tochter mit einem adligen Franzosen, so dem Dauphin, zu vermählen, um sie wieder in ihrer Nähe zu haben. Diese Heiratspläne erfüllten sich ebenso wenig wie Marias 1537 erwogene Verehelichung mit dem englischen König Heinrich VIII., als sich dieser nach einer vierten Gattin umsah. Ferner wurde die Infantin nach dem Tod Maria Manuelas (1545) als mögliche zweite Gattin des späteren spanischen Königs Philipp II. gehandelt. Ernsthaft diskutiert wurde dieses Projekt ab 1549 und auch von der mittlerweile zum zweiten Mal verwitweten Eleonore unterstützt. Die entsprechenden Heiratsverhandlungen wurden jedoch eingestellt, als Philipps Vater, Kaiser Karl V., 1553 entschied, seinen Sohn stattdessen zum Gemahl der englischen Königin Maria Tudor zu machen.
Die seit 1556 in Spanien lebende Eleonore wünschte dringend, ihrer einzigen Tochter Maria, die sie jahrzehntelang nicht mehr gesehen hatte, noch einmal zu begegnen und sie am liebsten längerfristig zu sich zu holen, doch gestalteten sich diesbezügliche Verhandlungen schwierig. König Johann III. wollte nicht, dass Maria aus Portugal fortreiste, ehe sie verheiratet sei. Als der portugiesische Herrscher dann am 11. Juni 1557 unerwartet starb, kam es zu weiteren Hindernissen durch die Auseinandersetzung zwischen Johanns Witwe Katharina und ihrer Schwiegertochter Johanna, die beide die Regentschaft für den kleinen Thronerben Sebastian zu übernehmen wünschten. Ferner zeigte Maria kein sonderliches Interesse an einem Treffen mit ihrer Mutter. Erst als Eleonore versprach, Marias Anreise zur spanisch-portugiesischen Grenzstadt Badajoz zu bezahlen und sie nach ihrer Zusammenkunft wieder ungehindert ziehen zu lassen, wurde ihr Begehren positiv beschieden. Die Infantin ließ ihre Mutter und deren mitgereiste Schwester Maria von Ungarn aber wochenlang in Badajoz warten, ehe sie dort mit ihnen am 27. Januar 1558 zusammentraf. Zwar nahm sie die prächtigen Geschenke Eleonores und Marias von Ungarn gern entgegen, wollte aber keineswegs länger bei ihrer Mutter leben und brach schon nach drei Wochen wieder in Richtung Lissabon auf. Ihre enttäuschte Mutter starb bald danach.
Die unvermählt gebliebene Maria, die den Titel einer Herzogin von Viseu führte, war eine Patronin der Literatur und Künste. Ferner finanzierte sie u. a. in der Freguesia São Vicente in Lissabon den Bau der Kirche Igreja de Santa Engrácia sowie in der portugiesischen Gemeinde Carnide die Errichtung der Kirche Igreja de Nossa Senhora da Luz, in die ihr Leichnam 1597, 20 Jahre nach ihrem 1577 im Alter von 56 Jahren erfolgten Tod, überführt wurde.